# Won W. Lee
Won W. Lee est professeur de religion et d'études asiatiques au Calvin College de Grand Rapids, Michigan,.

## Éducation
Lee est titulaire d'une licence de l'Université Yonsei, en Corée du Sud, d'une maîtrise de théologie du Princeton Theological Seminary et d'un Ph.D de la Claremont Graduate School. Il est membre de la Society of Biblical Literature, de la Society for Old Testament Study et du Korean Biblical Colloquium.

## Œuvres
- Won W. Lee, Punishment and Forgiveness in Israel's Migratory Campaign: The Macrostructure of Numbers 10:11-36:13, Grand Rapids, Mich., W.B. Eerdmans Pub. Co., 2003 (ISBN 9780802809926, OCLC 52838932)
- Won W. Lee, The Bible: A Library of Holy Writings, Seoul, Korea, Sallim, 2005
- Thomas Römer, The Conceptual Coherence in Numbers 5,1-10,10 (The Books of Leviticus and Numbers), Leuven: Peeters, Bibliotheca Ephemeridum Theologicarum Lovaniensium CCXV, 2008, p. 473–89
- Kenneth E. Pomykala, The Concept of the Wilderness in the Pentateuch (Israel in the Wilderness: Interpretations of the Biblical Narratives in Jewish and Christian Traditions), Leiden, Boston, Brill, 2008, p. 1–16
- Won W. Lee, 圣经探秘 [« Exploring the mysteries of the Bible »], Grand Raplds, Michigan, The Calvin College Press,‎ 2012 (ISBN 9781937555054, OCLC 970373744)
- Steven L. McKenzie, Korean Biblical Interpretation, vol. 1 (The Oxford Encyclopedia of Biblical Interpretation), Oxford University Press, 2013, p. 473–82
- Numbers, Nashville; Abingdon, 2013, p. 201–58
- Paolo Mollo et Won W. Lee, An intratextual analysis of the mirroring birth stories of Samson and Samuel explaining the narrative logic of literary montage, Lewiston, New York The Edwin Mellen Press, 2015 (ISBN 9781495503993, OCLC 1075037061)